# Petar Ratkov
Petar Ratkov (in serbo Петар Ратков?; Belgrado, 18 agosto 2003) è un calciatore serbo, attaccante del Salisburgo e della nazionale serba.

## Biografia
Nato a Belgrado, ha origini croate e bulgare.

## Carriera

### Club
Cresciuto nel TSC Bačka Topola, debutta in prima squadra il 3 marzo 2021 in occasione dell'incontro di Superliga perso 3-1 contro la Stella Rossa.
Il 18 giugno 2023 viene acquistato dal Salisburgo.

### Nazionale
Nel 2021 ha esordito in Under-19, selezione nazionale con la quale nel 2022 ha anche segnato un gol nei campionati europei di categoria.
Il 14 ottobre 2023, dopo avere declinato una chiamata dalla Bulgaria, esordisce in nazionale maggiore nella sconfitta per 2-1 contro l'Ungheria.

## Statistiche
Statistiche aggiornate al 24 maggio 2025.
| Stagione                | Squadra                 | Campionato              | Campionato | Campionato | Coppe nazionali | Coppe nazionali | Coppe nazionali | Coppe continentali | Coppe continentali | Coppe continentali | Altre coppe | Altre coppe | Altre coppe | Totale | Totale |
| Stagione                | Squadra                 | Comp                    | Pres       | Reti       | Comp            | Pres            | Reti            | Comp               | Pres               | Reti               | Comp        | Pres        | Reti        | Pres   | Reti   |
| ----------------------- | ----------------------- | ----------------------- | ---------- | ---------- | --------------- | --------------- | --------------- | ------------------ | ------------------ | ------------------ | ----------- | ----------- | ----------- | ------ | ------ |
| 2020-2021               | TSC Bačka Topola        | SL                      | 9          | 0          | CS              | 0               | 0               | -                  | -                  | -                  | -           | -           | -           | 9      | 0      |
| 2021-2022               | TSC Bačka Topola        | SL                      | 25+6       | 3          | CS              | 1               | 0               | -                  | -                  | -                  | -           | -           | -           | 32     | 3      |
| 2022-2023               | TSC Bačka Topola        | SL                      | 30+6       | 9+4        | CS              | 4               | 1               | -                  | -                  | -                  | -           | -           | -           | 40     | 14     |
| Totale TSC Bačka Topola | Totale TSC Bačka Topola | Totale TSC Bačka Topola | 64+12      | 12+4       |                 | 5               | 1               |                    | -                  | -                  |             | -           | -           | 81     | 17     |
| 2023-2024               | Salisburgo              | BL                      | 24         | 5          | CA              | 5               | 1               | UCL                | 6                  | 0                  | -           | -           | -           | 35     | 6      |
| 2024-2025               | Salisburgo              | BL                      | 22         | 3          | CA              | 3               | 1               | UCL                | 8                  | 0                  | Cmc         | -           | -           | 33     | 4      |
| Totale Salisburgo       | Totale Salisburgo       | Totale Salisburgo       | 46         | 8          |                 | 8               | 2               |                    | 14                 | 0                  |             | -           | -           | 68     | 10     |
| Totale carriera         | Totale carriera         | Totale carriera         | 122        | 24         |                 | 13              | 3               |                    | 14                 | 0                  |             | -           | -           | 149    | 27     |

### Cronologia presenze e reti in nazionale
| Cronologia completa delle presenze e delle reti in nazionale ― Serbia | Cronologia completa delle presenze e delle reti in nazionale ― Serbia | Cronologia completa delle presenze e delle reti in nazionale ― Serbia | Cronologia completa delle presenze e delle reti in nazionale ― Serbia | Cronologia completa delle presenze e delle reti in nazionale ― Serbia | Cronologia completa delle presenze e delle reti in nazionale ― Serbia | Cronologia completa delle presenze e delle reti in nazionale ― Serbia | Cronologia completa delle presenze e delle reti in nazionale ― Serbia |
| Data                                                                  | Città                                                                 | In casa                                                               | Risultato                                                             | Ospiti                                                                | Competizione                                                          | Reti                                                                  | Note                                                                  |
| --------------------------------------------------------------------- | --------------------------------------------------------------------- | --------------------------------------------------------------------- | --------------------------------------------------------------------- | --------------------------------------------------------------------- | --------------------------------------------------------------------- | --------------------------------------------------------------------- | --------------------------------------------------------------------- |
| 14-10-2023                                                            | Budapest                                                              | Ungheria                                                              | 2 – 1                                                                 | Serbia                                                                | Qual. Euro 2024                                                       | -                                                                     | 84’                                                                   |
| 5-9-2024                                                              | Belgrado                                                              | Serbia                                                                | 0 – 0                                                                 | Spagna                                                                | UEFA Nations League 2024-2025 - 1º turno                              | -                                                                     | 74’                                                                   |
| 8-9-2024                                                              | Copenaghen                                                            | Danimarca                                                             | 2 – 0                                                                 | Serbia                                                                | UEFA Nations League 2024-2025 - 1º turno                              | -                                                                     | 64’                                                                   |
| Totale                                                                |                                                                       | Presenze                                                              | 3                                                                     |                                                                       | Reti                                                                  | 0                                                                     |                                                                       |